# Travis Zajac
Travis Zajac, född 13 maj 1985 i Winnipeg, Manitoba, Kanada, är en kanadensisk professionell ishockeyspelare som spelar för NHL-laget New York Islanders. 
Han har tidigare spelat på NHL-nivå för New Jersey Devils. 
Zajac valdes i första rundan av New Jersey 2004 som 20:e spelare totalt och gjorde sin debut säsongen 2006–07, då han gjorde 42 poäng på 82 matcher. Säsongen 2007–08 gjorde han 34 poäng på 82 matcher, och låg −11 totalt när säsongen var slut. Under säsongen 2008–09 fick han sitt ordentliga genombrott, då han spelade i en av NHL:s mest fruktade kedjor, tillsammans med Zach Parise och Jamie Langenbrunner. 
Säsongen 2009–10 gjorde Zajac 25 mål och 42 assist, nytt personligt rekord. Han befäste sig också som en av ligans bästa tekare.[källa behövs] Dock blev det en tidig sorti i slutspelet för New Jersey, som åkte ut redan i första rundan. Zajac lyckades bara gör två poäng under de fem slutspelsmatcherna och fick, tillsammans med de andra stjärnorna i laget, en hel del kritik för att inte lyckas i slutspelet.[källa behövs]
Zajac spelar med #19 på ryggen.

## Statistik
BCHL = British Columbia Hockey League, WCHA = Western Collegiate Hockey Association

### Klubbkarriär
| 2002–03    | Salmon Arm Silverbacks      | BCHL       | 59  | 16 | 36  | 52  | 27  | —  | —  | —  | —  | —  |
| 2003–04    | Salmon Arm Silverbacks      | BCHL       | 59  | 43 | 69  | 112 | 110 | 14 | 10 | 13 | 23 | 10 |
| 2004–05    | North Dakota Fighting Sioux | WCHA       | 43  | 17 | 19  | 36  | 16  | —  | —  | —  | —  | —  |
| 2005–06    | North Dakota Fighting Sioux | WCHA       | 45  | 17 | 27  | 44  | 20  | —  | —  | —  | —  | —  |
| 2005–06    | Albany River Rats           | AHL        | 2   | 0  | 1   | 1   | 2   | —  | —  | —  | —  | —  |
| 2006–07    | New Jersey Devils           | NHL        | 80  | 17 | 25  | 42  | 16  | 11 | 1  | 4  | 5  | 4  |
| 2007–08    | New Jersey Devils           | NHL        | 82  | 14 | 20  | 34  | 31  | 5  | 0  | 1  | 1  | 4  |
| 2008–09    | New Jersey Devils           | NHL        | 82  | 20 | 42  | 62  | 29  | 7  | 1  | 3  | 4  | 6  |
| 2009–10    | New Jersey Devils           | NHL        | 82  | 25 | 42  | 67  | 24  | 5  | 1  | 1  | 2  | 2  |
| 2010–11    | New Jersey Devils           | NHL        | 82  | 13 | 31  | 44  | 24  | —  | —  | —  | —  | —  |
| 2010–11    | New Jersey Devils           | NHL        | 82  | 13 | 31  | 44  | 24  | —  | —  | —  | —  | —  |
| 2011–12    | New Jersey Devils           | NHL        | 15  | 2  | 4   | 6   | 4   | 24 | 7  | 7  | 14 | 4  |
| 2012–13    | New Jersey Devils           | NHL        | 48  | 7  | 13  | 20  | 22  | —  | —  | —  | —  | —  |
| NHL totalt | NHL totalt                  | NHL totalt | 471 | 98 | 177 | 275 | 150 | 52 | 10 | 16 | 26 | 20 |